# Шушенское
Шу́шенское е селище от градски тип, административен център на Шушенски район на Красноярски край, Русия. Население 18 568 жители (2007).
Разположен е в южната част на края, близо до вливането на река Болшая Шуш (на руски: Большая Шушь) в Енисей, на 60 км югоизточно от жп. гара Минусинск (на линията Абакан - Тайшет).
Названието на селището произхожда от реката Болшая Шуш (шуш в превод от тюркски езици означава кост).
Шушенское (Шуш) е основано през 1744 г. от руски казаци. В селището са били заточавани декабристи. То е известно с това, че тук в продължение на 3 години (от 1897 г.) е бил в заточение Владимир Ленин.
Тук работи Държавен историко-етнографски музей-резерват „Шушенское“ (по-рано „Сибирско заточение на В. И. Ленин“).
Недалеч се намира Саяно-Шушенската ВЕЦ - 6-ата водноелектрическа централа в света.